# Pasteur (film, 1922)
Pour les articles homonymes, voir Pasteur.
Pour plus de détails, voir Fiche technique et Distribution.
Pasteur est un film muet français réalisé par Jean Epstein et Jean Benoît-Lévy, sorti en 1923. 
Ce film biographique retrace la vie du savant français, Louis Pasteur.

## Fiche technique
- Réalisation : Jean Epstein, Jean Benoît-Lévy
- Supervision : Adrien Bruneau
- Scénario : Edmond Épardaud
- Photographie : Edmond Floury
- Société de production : Édition Française Cinématographique
- Format : Noir et blanc - Muet - 1,33:1 - 35 mm
- Durée : 82 minutes[1]
- Date de sortie : 
  - France : 31 août 1923[2]

## Distribution
- Charles Mosnier : Louis Pasteur
- Robert Tourneur : Jean-Joseph Pasteur, père de Louis
- Maurice Touzé : Louis Pasteur, enfant
- Jean Rauzena : le petit Meister
- Paul Jorge